# John Cooper (cantante)
John Landrum Cooper (n. 7 de abril de 1975 en Memphis, Tennessee) es un músico estadounidense, vocalista y bajista del grupo de Skillet.

## Carrera

### Seraph
Cooper formó parte durante un corto periodo de tiempo del grupo de rock experimental Seraph. La banda publicó una demo con cuatro canciones titulada Silence E.P. antes de su disolución. Junto con Big Toe Récords. 

### Skillet
Formó la banda Skillet en 1996 junto a Ken Steorts. Ambos se habían conocido durante una gira anterior, cuando Cooper ejercía como vocalista del grupo Seraph y Steorts como guitarrista del grupo Urgent cry. Tras la temprana disolución de ambos grupos, John y Ken les animó a formar su propia banda como un proyecto paralelo. Viniendo de estilos diferentes dentro de la música rock, decidieron poner como nombre a su nuevo proyecto musical Skillet que para ellos significaba “habilidosos”. Poco después, Trey McClurkin se unió a la banda como baterista temporal. 
Tan solo había transcurrido un mes desde la fundación del grupo cuando comenzaron a despertar el interés del importante sello discográfico cristiano ForeFront Records, con quienes firmaron contrato poco después. Ken Steorts dejó el grupo en 1999 y Trey McClurkin lo hizo en 2000, quedando John como único miembro fundador de Skillet y principal compositor.

### Fight the fury
Cooper formó en 2018 esta banda junto al guitarrista de Skillet Seth Morrison, el batería Jared Ward y el guitarrista John Panzer III lanzando el primer álbum con el título de still breathing el día 26 de octubre de ese mismo año.

### Otros trabajos
Cooper prestó su voz para Hero: The opera rock. Según una reseña Cooper no realizó la gira de la ópera rock, sino que únicamente la grabó. También cantó con TobyMac en la canción Tonight, integrada en el álbum del mismo nombre. John fue coautor de la canción de Decyfer Down titulada Best I can.

## Vida personal
John Cooper ha declarado en numerosas ocasiones que nació y creció en una familia muy religiosa. 
«No podías vestirte de negro, no podías escuchar música con batería o con guitarras, no podías llevar el pelo largo. No podías hacer esto ni aquello. Todo era muy anodino. Sabía que si leía la Biblia pensaría algo como: “Esto no es lo que dice la Biblia. Me gusta la idea de vivir para Jesús pero odio la idea de vivir para ustedes”. ¿Sabes?».
Está casado con Korey Cooper, teclista y guitarrista de Skillet. Ambos llevan los anillos matrimoniales tatuados en sus dedos, en lugar de lucir las tradicionales piezas de joyería. Tienen dos hijos, Alexandria y Xavier. 
Cooper es un gran aficionado a la marca de soda Dr. Pepper y con frecuencia se le puede ver bebiéndola en los vídeos podcast de Skillet. Colecciona pósteres a tamaño natural de Spider-Man y Batman.
En un podcast comentó que sus mayores manías eran los pies descalzos y húmedos. Afirmó que cuando iba a la playa llevaba sus zapatillas de tenis porque no le gusta tener arena y suciedad en los pies. Odia mirar a los pies de la gente y verlos entrar en las piscinas. Su apodo, mencionado a menudo en los videos del grupo, es Doggy (perrito). 
Es un gran amante de la música de los años 80. En 2008 afirmó con humor: «Cualquier grupo con pantalones elásticos y el pelo largo era mi favorito. ¡Stryper a tope!» 
También es un cristiano devoto que trata de difundir activamente el Evangelio de Jesucristo a la generación más joven.
Actualmente, él y su esposa se congregan en la iglesia Hillsong Church de los Estados Unidos.